# 외출 (군대)
외출(外出)은 병사들이 군복무기간중 재영하는 군부대에서 당일치기로 하루 나오는 일이다. 평일외출, 주말외출이 있으며, 평일외출은 17:30에 나가서 21:30에 복귀, 주말외출은 아침에 나가서 저녁에 원대복귀해야 한다. 또한 외출기간중 위수지역내에만 있어야 한다. 외출전에 외출증을 발급받아서 한다.